# Петровська сільська рада (Троїцький район)
Петро́вська сільська рада (рос. Петровский сельский совет) — сільське поселення у складі Троїцького району Алтайського краю Росії.
Адміністративний центр — село Петровка.

## Населення
Населення — 959 осіб (2019; 1077 в 2010, 1511 у 2002).

## Склад
До складу сільської ради входять:
| Населений пункт    | Населення, осіб (2002) | Населення, осіб (2010) |
| ------------------ | ---------------------- | ---------------------- |
| Велика Річка, село | 224                    | 180                    |
| Песьянка, село     | 220                    | 159                    |
| Петровка, село     | 1067                   | 738                    |